# Тудор Уляновський
Тудор Уляновський (рум. Tudor Ulianovschi) (26 травня 1983, Флорешти) — молдовський дипломат, який з 10 січня 2018 року займає посаду Міністра закордонних справ та європейської інтеграції Республіки Молдова (з 2018). У період з 2016 по 2017 рр. Він був Надзвичайним і Повноважним Послом Республіки Молдова в Швейцарській Конфедерації та Князівстві Ліхтенштейну, з резиденцією в Женеві, а раніше в 2014—2016 рр. Був заступником Міністра закордонних справ та європейської інтеграції Республіки Молдова, включаючи економічну дипломатію, міжнародні економічні відносини та двосторонні відносини.

## Життєпис
Народився 26 травня 1983 року у Флорешти. У 2005 році закінчив факультет правознавства Міжнародного незалежного університету Молдови. У 2006 році магістратуру з міжнародного права Міжнародного незалежного університету Молдови. У 2002—2003 рр. — Науковий співробітник Міжнародної академічної програми уряду Сполучених Штатів, Кентуккі, США. З 2008 року доктор наук, Державний університет Молдови. Також закінчив навчальні курси при СОТ: «Багатостороння торгівельна система», «Міжнародна система врегулювання дисциплін» (2017), Дипломатичну академію Відня (Австрія, 2006). Міжнародний дипломатичний курс «Nicolae Titulescu», Румунія, 2005. Пройшов професійне стажування в Республіці Кореї, Сполучених Штатах, Швейцарії, Катарі та інших країнах.
У 2005—2007 рр. — секретар II (секретар III, аташе), Америка, Азія, Близький Схід та Африка Міністерства закордонних справ та європейської інтеграції Республіки Молдова.
У 2007—2010 рр. — радник (І секретар), відповідальний за політичні відносини, Посольство Республіки Молдова в Сполучених Штатах Америки, Вашингтон, D.C.
У 2010—2011 рр. — радник, Директорат Америки, Азії, Близького Сходу та Африки, Міністерство закордонних справ та європейської інтеграції Республіки Молдова.
У 2012—2013 рр. — Національний координатор «Демократичної спільноти».
У 2011—2013 рр. — голова, Директорат Америки, Азії, Близького Сходу та Африки, Міністерство закордонних справ та європейської інтеграції Республіки Молдова.
У 2013—2014 рр. — в робочій групі у Посольстві Республіки Молдова в Катарі.
У 2014—2016 рр. — заступник Міністра закордонних справ та європейської інтеграції Республіки Молдова, відповідальний за економічну дипломатію, міжнародні економічні відносини та двосторонні відносини.
З березня 2016 по червень 2016 року — Постійний представник Республіки Молдова при Відділенні Організації Об'єднаних Націй, Світової організації торгівлі та інших міжнародних організаціях у Женеві (Голова Ради з торгівлі та розвитку ЮНКТАД; Голова Комітету з питань торгівлі спроможністю та стандартів ЄЕК ООН; Голова комітету з платіжного балансу СОТ; віце-президент Генеральної Асамблеї, ВОІВ; Голова Другого комітету Конвенції про окремі звичайні озброєння).
У 2016—2018 рр. — Посол Республіки Молдова в Швейцарській Конфедерації та Князівстві Ліхтенштейну, з резиденцією в Женеві.
З 10 січня 2018 року — Міністр закордонних справ та європейської інтеграції Республіки Молдова в уряді Павела Філіпа.